# Stulet liv
Stulet liv är en amerikansk film från 1946 i regi av Curtis Bernhardt. Filmen var en nyinspelning av den brittiska filmen Stolen Life från 1939, i sin tur byggd på en roman av Karel J. Benes. I huvudrollen ses Bette Davis som gör en dubbelroll som tvilling. Filmen var nominerad till en Oscar för bästa specialeffekter.

## Rollista
- Bette Davis - Kate Bosworth / Patricia Bosworth
- Glenn Ford - Bill Emerson
- Dane Clark - Karnock, konstnär
- Walter Brennan - Eben Folger, fyrvaktare
- Charlie Ruggles - Freddie Linley
- Bruce Bennett - Jack R. Talbot
- Peggy Knudsen - Diedre
- Esther Dale - Mrs. Johnson
- Clara Blandick - Martha